# Мирзаев, Арсен Магомедович
Арсе́н Магоме́дович Мирза́ев (род. 28 июня 1960, Ленинград) — российский поэт, литературовед.

## Биография
Учился на геологоразведочном факультете ЛГИ им. Г. Плеханова (1981-85); на кафедре поэзии Ленинградского Свободного университета (1989-91).
Работал литературным консультантом в Ленинградском отделении Союза писателей РСФСР (1990—1991), литературным редактором в издательствах «Северная Звезда» (1996-97) и «Лимбус Пресс» (1998—2004), арт-директором клуба-кафе «Zoom» (2004-05), редактором журнала «Талион» (2006-09), ведущим редактором в издательстве «Вита Нова» (2010-11).
С декабря 2005 года — организатор литературных «Венских вечеров» в петербургском мини-отеле «Старая Вена» (в 1903-17 — знаменитый литературный ресторан «Вена»).
В 1994 выходит первый поэтический сборник «Другое дыхание». По мнению Л. Фоменко, «Мирзаеву в небольшой книге удалось удачно представить стихи, разные по технике исполнения и интонации… автор не очень сетует на несостоятельность слова, напротив, называет его „Господом Словом“ по аналогии с Писанием. Он явно выискивает слова, свободные от шума, суеты, скандалов и протестов. Это его ключ к безмолвию. Удачно сопрягает автор образ молчания с образом смерти».
Одну из последних книг, «По тембру молчания», известный московский критик охарактеризовал так: «Мирзаев работает в широком диапазоне поставангардных практик — минимализме, графической поэзии, зауми, палиндроме, сериях-рядах, свободном стихе: именно последний наиболее характерен для М., здесь он наследует ряду поэтических голосов, от глубинно-интуитивного неоавангарда Геннадия Айги до структурно чётких языков классического русского верлибра Геннадия Алексеева и, отчасти, Вячеслава Куприянова».
С 1985 принимает участие в научных конференциях, посвященных Велимиру Хлебникову и другим поэтам русского авангарда XX века. В 1990—2000-х гг. подготовил (составление, редактура, вступ. статьи, комментарии) и выпустил в свет несколько десятков книг, в том числе: Елена Гуро «Небесные верблюжата». СПб., 2001; Геннадий Айги «Разговор на расстоянии». СПб., 2001; Геннадий Алексеев «Чудо обыденной речи…». Новосибирск, 2002; альбом графических работ Николая Дронникова «Иосиф Бродский в Париже». СПб., 2003; «Велимир Хлебников. Венок поэту». СПб., 2005 и др.
Является членом Российского союза профессиональных литераторов, Союза российских писателей, Международной Федерации Русских Писателей (IFRW) и 9-й секции Союза писателей Санкт-Петербурга.
Лауреат Московских фестивалей свободного стиха (1991 и 1993). Член редколлегии литературно-художественных журналов «Зинзивер», «Футурум Арт» и «Дети РА». Президент и Отец-основатель «ВАЛИ» (Всемирной Ассоциации Любящих «Изабеллу») — Международного Президентского клуба.

## Награды и премии
- Лауреат московских фестивалей свободного стиха (1991 и 1993)
- Международная отметина имени отца русского футуризма Давида Бурлюка (2006)[3]
- Лауреат премии «Avanmart Parni» (Симбирск — Чебоксары, 2006)
- Лауреат премии журнала «Зинзивер» (2010, 2011)
- Орден Победы Авангарда первой степени (СПб., 2011)
- Орден Института русского авангарда (СПб., 2013)
- Лауреат фестиваля «Ладомир» (Казань, 2013)[4]